# Obštinski Futbolen Klub Spartak Pleven
L'Obštinski Futbolen Klub Spartak Pleven (in bulgaro  Общински футболен клуб
Спартак Плевен?, Società calcistica comunale Spartak Pleven), meglio conosciuto come Spartak Pleven, è una società calcistica bulgara con sede nella città di Pleven. Attualmente milita nella Treta liga, la terza divisione del campionato bulgaro.
Il club fu fondato nel 1919 da uno studente di Pleven, Dragomir Nestorov, che insieme a un paio di amici costituì un sodalizio di nome Skobelo. Nel 1931 la squadra cambiò nome in Belite Orli e nel 1941 ottenne il diritto ad utilizzare lo stadio dal comune di Pleven.

## Palmarès

### Competizioni nazionali
- Vtora profesionalna futbolna liga: 1

2000-2001
- Treta amat'orska futbolna liga: 3

2011-2012, 2014-2015, 2021-2022

### Altri piazzamenti
- Campionato bulgaro:

Terzo posto: 1958
- Coppa di Bulgaria:

Finalista: 1957
- Vtora profesionalna futbolna liga:

Terzo posto: 1995-1996, 2005-2006